# FN-verdenstopmøde
Et FN-verdenstopmøde er et møde af verdens ledere, organiseret hvert tiende år siden 1972 med hjælp af Forenede Nationer, til at hjælpe med at definere måder på at stimulere bæredygtig udvikling på global skala eller niveau.

## Liste af verdenstopmøder
- 1972 - The United Nations Conference on the Human Environment (UNCHS).
- 1982 - The 1982 Earth Summit in Nairobi (Kenya).
- 1992 - The United Nations Conference on Environment and Development (UNCED) i Rio de Janeiro (Brasilien).
- 2002 - The World Summit on Sustainable Development (WSSD) in Johannesburg (Sydafrika).
- 2012 - The United Nations Conference on Sustainable Development (UNCSD) eller Rio+20 i Rio de Janeiro (Brasilien).